# Шарпей
Шарпе́й (кит. 沙皮, пиньинь shāpí, палл. шапи, буквально: «песчаная шкура») — порода сторожевых, а в древности и бойцовых собак родом из Китая, одна из древнейших пород. Относится к типу молоссоподобных собак и известна такими отличительными чертами, как необычайно глубокие складки кожи и сине-чёрный язык.
Активная и крепко сложенная собака среднего размера. Складки на черепе и плечах, маленькие уши и «гиппопотамья» морда придают шарпею уникальный вид. В 1978 году шарпей был занесён в «Книгу рекордов Гиннесса» как самая редкая в то время порода в мире.

## История породы

### Гипотезы о происхождении
О происхождении китайских собак известно очень мало, к тому же большинство документов, которые могли бы помочь прояснить происхождение собак в Китае, вместе с другими книгами были уничтожены императором Цинь Шихуанди в 213 г. до н. э. Две основные теории утверждают, что шарпей происходит либо от гладкошёрстных чау-чау, либо от древних мастиффов. Китайские шарпей и чау-чау существовали в одно и то же время, а в сложении и внешнем виде этих пород отмечаются сходства. Вдобавок только у этих двух из всех известных пород собак язык имеет сине-чёрную пигментацию.
Анализ ДНК подтверждает, что шарпею не меньше 3000 лет — то есть он относится к группе самых древних пород собак и является прямым потомком одной из четырёх базовых пород, от которых произошли все нынешние породы собак.

### Во времена династии Хань

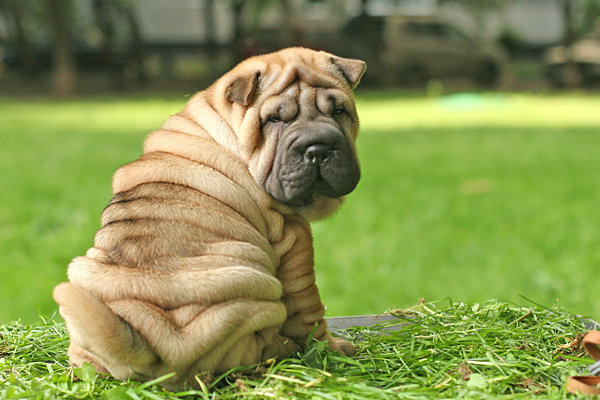
Щенок шарпея

Наиболее вероятно, что шарпей на протяжении многих веков существовал в южных провинциях Китая на побережье Южно-Китайского моря. Свидетельства указывают, что порода была известна как минимум во времена династии Хань (202 г. до н. э. — 220 г.), в доказательство часто ссылаются на скульптурные изображения собак из могильников. Глиняные фигурки представляют собой приземистых собак квадратного формата с хвостом в кольце и головой с угрюмо-нахмуренным выражением. Однако невозможно однозначно идентифицировать эти изображения с предками шарпея, потому что китайское искусство отличается высокой степенью стилизации, а собаки никогда не входили в число любимых объектов изображения у китайских художников.

#### Версии бойцового характера породы
Почти достоверно, что китайский шарпей или один из его предков были бойцовыми собаками. Этому «спорту» отвечает сложение породы, особенно мощные челюсти, которыми можно схватить и удержать противника. Колючая шерсть защищает шарпея от повреждений, так как противнику неприятно держать её в пасти. Поэтому существует предположение, что предки современного китайского шарпея — это бойцовые собаки из местечка Тай-Ли, близ Кантона. По сведениям историков, местные крестьяне и землевладельцы любили собачьи бои, превратив их в азартные игры. Другие свидетельства указывают, что боями увлекались пираты и моряки, проводя время в порту.
Во времена династии Хань были открыты торговые пути. Римская империя переживала расцвет, и римские торговцы предлагали множество крупных, могучих собак, привлекавших любителей собачьих боёв. Это придаёт достоверность теории, утверждающей, будто карьера китайских шар-пеев в качестве бойцовых собачек была непродолжительной, так как они не могли конкурировать с гораздо более тяжёлыми и рослыми молосскими (мастифоподобными) породами.

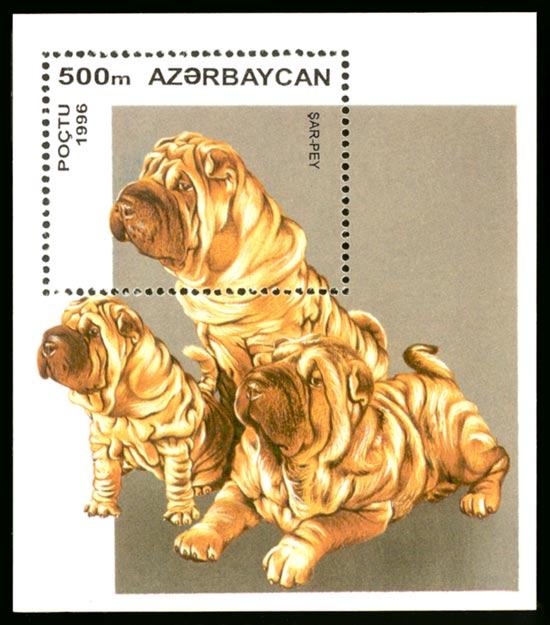

#### Трансформация породы в охотничью
Со временем шарпей превратился в универсальную крестьянскую собаку, пригодную и для охраны дома, и для охоты. Период династии Хань был благоприятным для китайских крестьян. Лю Бан, основатель династии, ставший в 206 г. до н. э. императором Хань, принял эффективные меры по восстановлению экономики, развитию строительства и помощи крестьянам. Благодаря этому благосостояние населения ощутимо поднялось, людям не приходилось уже беспрерывно заботиться о выживании, и оно обратилось к не столь важным занятиям. После победы над голодом собаки превратились в нечто большее, чем источник пропитания. Охота приобрела популярность среди знати, заводившей для этих целей большие собачьи своры, в которые вполне вписывался шарпей — сильный и умный, способный догнать и схватить даже крупную добычу.
Число владельцев собак во времена династии Хань было очень велико, но при династии Мин (1368—1644) жестокие войны и голод привели к резкому спаду интереса к породе.

### В XX веке

#### Истребление породы
Сильнейший удар по китайским собакам, в том числе и шарпеям, нанесли китайские коммунисты, пришедшие к власти в 1940-х годах. Они сочли домашних животных роскошью и наложили на владельцев собак непомерно большие налоги. Позже Мао Цзэдун издал декрет, объявивший домашних животных «символом бесполезности привилегированного класса», и приказал приступить к их массовому уничтожению — так во времена «Культурной революции» эта порода (наряду со всеми остальными) была почти полностью уничтожена. К 1950  году было известно о существовании лишь нескольких помётов шарпеев на Тайване и в Аомыне (Макао) 

#### Восстановление породы
В 1965 году С. М. Чен вывел шарпея по кличке Лаки. Через год Лаки был приобретён заводчиком Германом Смитом и стал первым шарпеем, завезённым в США (до 1970 года собака не была зарегистрирована), а за два последующих года в США были импортированы 5 собак.
В 1971 году в журнале Dogs вышла статья о редких породах со снимком шарпея и подписью: «Возможно, это последний выживший представитель породы». Увидев эту статью, заводчик Матго Лоу обратился к американским любителям собак с просьбой о помощи в спасении шарпеев от вымирания и представил конкретный план возрождения породы.
С 1970 по 1975 годы небольшая группа людей разыскивала и покупала уцелевших собак, переправляя их в Гонконг для восстановления породы. Эти немногочисленные собаки и стали основоположниками китайского шарпея, распространившегося сегодня по всему миру. Поскольку существование породы оставалось под угрозой, выбирать особенно не приходилось, и нужно было использовать все хоть сколько-нибудь ценные кровные линии. В первых вязках участвовали собаки различных типов, как правило, без документированной родословной. В целях возвращения породе некоторого подобия оригинального типа шарпея прибегали к инбридингу.
Публикация статьи Лоу вызвала более 2000 запросов на приобретение шарпеев. При этом импортированные шарпеи сильно отличались от своих нынешних сородичей — прежде всего высоконогостью, изяществом, сухостью костяка и высотой в холке.

#### Официальная регистрация породы
Порода впервые зарегистрирована в США под названием «Китайская бойцовая собака» в 1971 году «Американской ассоциацией собаководов» (en:American Dog Breeders Association, ADBA), а под названием «шарпей» — в 1973 году (тогда же появился Chinese Shar-pei Club of America, CSPCA). Первый стандарт был утверждён в 1976 году, порода признана Международной кинологической федерацией (FCI) — стандарт № 309 от 14.04.1999.
В декабре 1973 года первый китайский шарпей был выставлен на всеамериканской выставке собак Golden Gate Kennel Club Show. 9 ноября 1976 года была выдана первая родословная китайского шарпея. В 1978 году состоялась первая специализированная выставка шарпеев в Хинкли, штат Иллинойс. 22 февраля 1979 года на IV заседании CSPCA утверждено официальное название породы — «китайский шарпей», принят первый стандарт породы. В 1985 году порода «китайский шарпей» признана «Объединённым клубом собаководства» (en:United Kennel Club, USA), 8 октября 1991 года — Американским клубом собаководства (АКС). В начале 1990-х годов первые представители породы появились в России.

## Описание породы
В официальном стандарте породы 1981 года шарпей описывается словами: 
Царственный, настороженный, умный, величественный, благородный, хмурый, мрачный и высокомерный.

Китайцы описывают эту собаку так: 
Голова имеет форму груши или дыни. Ухо подобно раковине морского моллюска, толстое и маленькое. Физиономия напоминает морщинистое лицо пожилого человека. Язык сине-чёрного цвета. Шея, как у бизона, сильная, средней длины с небольшим подгрудком. Задние ноги мускулистые, толстые и прямые, передние — как у дракона, широко расставлены и подчёркивают широкую грудную клетку. Спина, как у креветки, сильная и гибкая, без провалов за холкой. Хвост, как проволока, твёрдый и тонкий, высоко поставленный над спиной, с крутым завитком. Пясть подобна головке чеснока — толстая, твёрдая, с пальцами, отходящими, как дольки чеснока. Шерсть на ощупь жёсткая и колючая, похожа на шерсть лошади.

Внешность шарпея настолько экзотична, что у французов даже возникла поговорка: 
Если вы идёте в гости и неосмотрительно берёте с собой шарпея, не удивляйтесь тому, что вас просто не заметят.

### Голова

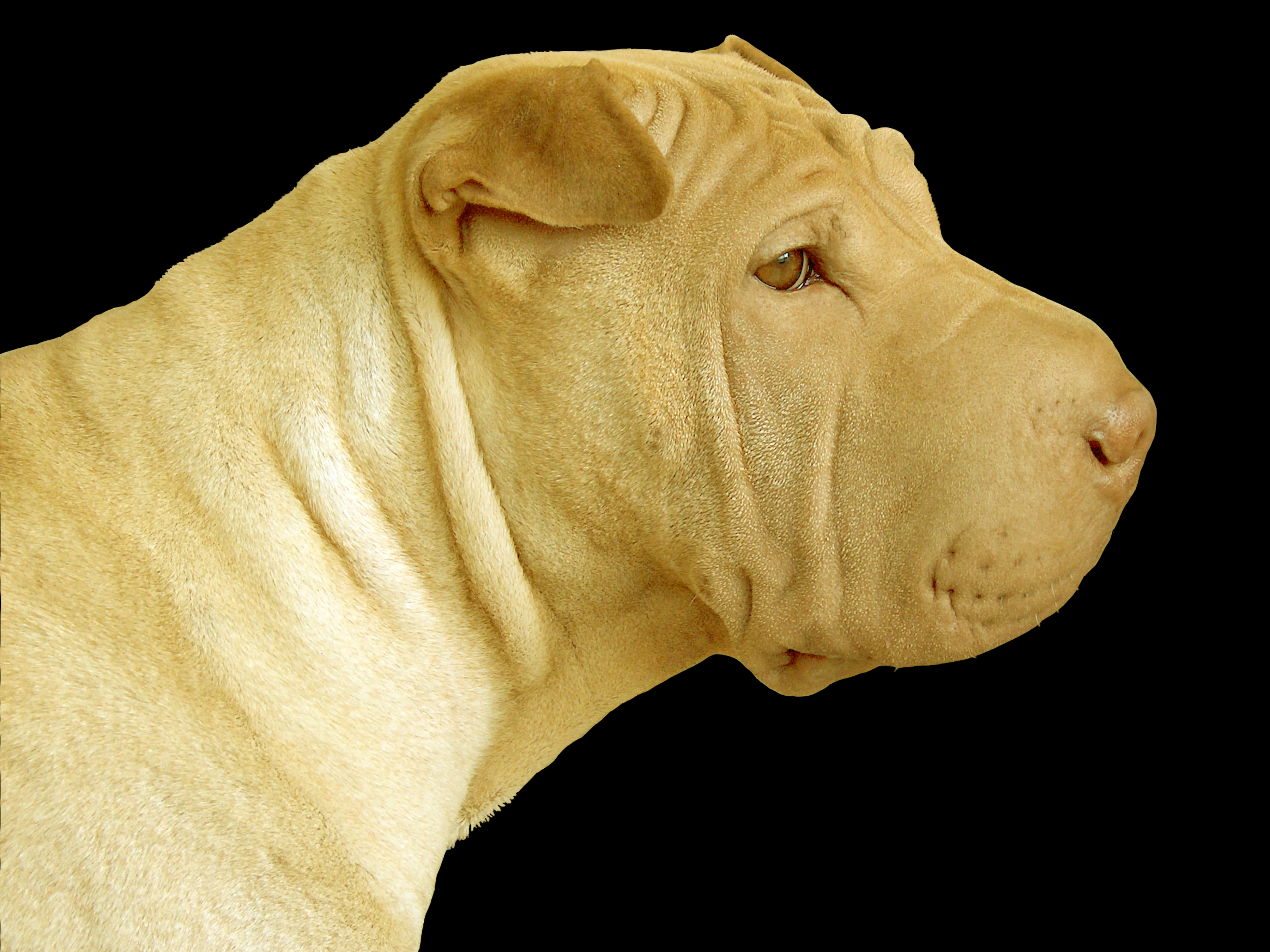
Голова шарпея

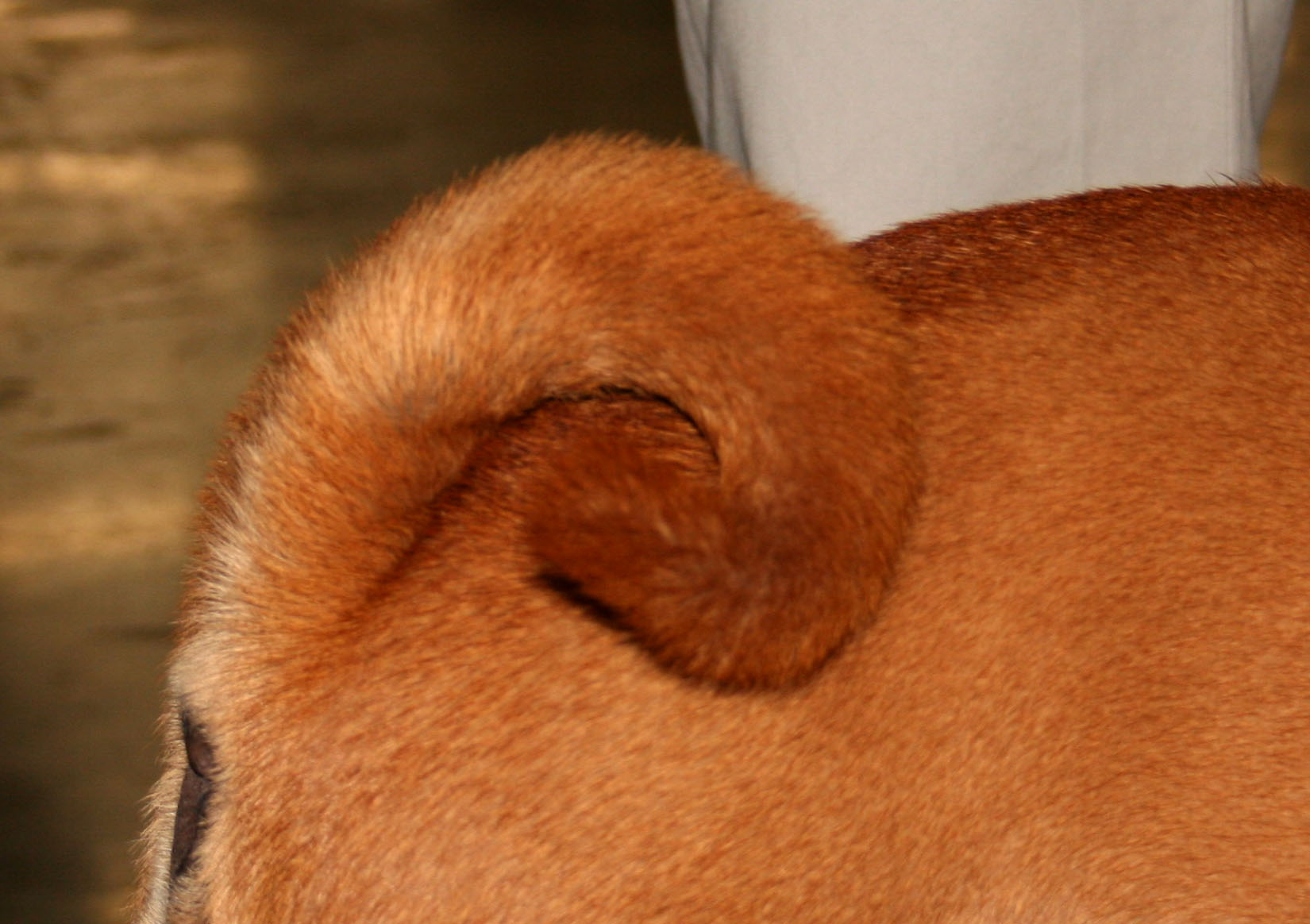
Хвост шарпея

Кожа шарпея

- Голова довольно большая в пропорции к телу. Морщины на лбу и щеках, череп плоский и широкий.
- Нос крупный и широкий, чаще чёрный, широко открытые ноздри.
- Морда — отличительная особенность породы. Широкая от основания до кончика носа без намёка на сужение, губы и верх морды хорошо наполнены.
- Глаза тёмные, среднего размера, миндалевидной формы, с хмурым выражением.
- Уши очень маленькие, достаточно толстые, в форме равностороннего треугольника, слегка округлённые на концах и посажены высоко на черепе, с кончиками, направленными к глазам, широко посаженные над глазами и прижаты к черепу.

### Язык
Язык, нёбо и дёсны у шарпея чаще синевато-чёрные (кроме шарпея, из млекопитающих такой язык встречается у чау-чау, белого медведя и жирафа). У дильютно-окрашенных собак язык сплошной лавандовый. В стандарте породы указаны три варианта окраса языка шарпея: синий (фиолетовый, иссиня-чёрный), лавандовый и синий с розовыми пятнами. Синий язык — обязательный атрибут шарпея основного окраса (не дильютного). Лиловый характерен для дильютных шарпеев. У голубых и изабелловых шарпеев и язык тоже синий, либо имеет розовые пятна на синем языке.

### Хвост
Толстый и круглый в основании, сужающийся к концу. Хвост посажен очень высоко — это отличительная особенность породы. Должен быть носим высоко и закручен в правильное кольцо или изогнут над спиной или к любой стороне спины.

### Шерстяной покров и кожа
- Кожа. Главная уникальность шарпея заключается в его гипертрофированно складчатой коже, что обусловлено мутацией гена HAS2[англ.], отвечающего за синтез гиалуроновой кислоты — одного из ключевых компонентов кожи[14].
- Шерсть. Шарпей имеет три основных типа шерсти — хорс (horsecoat), браш (brushcoat) и «медвежья шерсть» (bearcoat). Отличительная особенность всех представителей породы — короткая, жёсткая и щетинистая шерсть без подшёрстка, прямая и торчащая на теле, но более прилегающая на конечностях. Длина шерсти зависит от её типа (хорс или браш) — от 1 см до 2.5 см[15].
- Окрас. Шарпей имеет широкую палитру окрасов, делящихся на две группы. Шарпеи основного окраса имеют чёрный пигмент разной интенсивности. У одних собак это выражается в зачернении практически всей морды, у других — лишь в чёрной пигментации мочки носа и небольшой области вокруг него, у третьих чёрного пигмента так мало, что он проявляется только в виде серого налёта на морде или в местах шрамиков на коже. Среди пигментированных окрасов у шарпеев выделяют чёрный, олений, красный (махагоновый), кремовый, голубой, изабелловый и соболиный. Дильютная группа окрасов (с полным отсутствием чёрного) — дильюты шоколадный, красный, кремовый, абрикосовый, лиловый, изабелловый и соболиный[16].

### Характер и темперамент
Спокойный, независимый, лояльный, преданный семье. Взрослый шарпей отличается повышенной осторожностью и недоверчивостью к посторонним. Из-за глубоко посаженных глаз его периферийное зрение зачастую ограничено, поэтому многие шарпеи пугаются резких движений. Часто шарпеи агрессивны по отношению к представителям других пород собак, поэтому щенки шарпея нуждаются в ранней социализации и дрессировке.

### Дрессировка
В книге профессора психологии Стэнли Корена «Интеллект собак» шарпей отнесён к собакам со средними способностями к обучению, что означает, что на освоение новой команды ему требуется от 25 до 40 повторений, а исполнение команды с первого раза происходит в 50 % случаев и выше. В общем рейтинге шарпей делит 51-е место из 80 с уиппетом и жесткошёрстным фокстерьером.

## Известные шарпеи
В 1979 году шарпеи впервые становятся звёздами экрана: один дебютирует в японском кинофильме, другой — в картине кинокомпании Дисней «Хобо стоимостью в миллион долларов». После этого шарпеев можно было видеть в «Симпсонах» (эпизоды «Собака Барта получает двойку» и «25 борзых», мультсериале «В мире животных» (англ. Creature Comforts), диснеевском мультфильме «Американский дракон: Джейк Лонг», телесериале «Остаться в живых» (англ. Lost), фильмах «Иствикские ведьмы» и «Сёрфер души» (в заключительной сцене шарпей стоит в море на доске с хозяйкой). Кроме того, щенок шарпея используется в рекламной кампании Garnier по борьбе с морщинами.
Большой поклонницей шарпеев является скрипачка Ванесса Мэй. Первому своему шарпею, задавленному мотоциклом, она даже посвятила композицию под названием «Паша». Другие известные владельцы шарпеев — Квон Джи Ён, лидер корейской группы Big Bang, и член группы New Kids on the Block Джонатан Найт, который гастролировал, возя с собой шарпея Никко, чьи фотографии публиковались во множестве журналов.